# Campodea anacua
Campodea anacua är en urinsektsart som beskrevs av Peter Wolfgang Wygodzinsky 1944. Campodea anacua ingår i släktet Campodea och familjen Campodeidae. Inga underarter finns listade.